# Нуску
Нуску — бог вогню і палючої спеки у Вавилонії й Ассирії (разом із Гібілом).
Син і радник Енліля. У Новоассирійський період особливо шанувався в Харані, де вважався сином бога Місяця Сіна.

## Значення
Нуску — це символ небесного так само, як земний вогонь. Як колишній син Ану, Бог неба, але він також пов'язаний з Енлілем та Ніппуром — Богом землі і вважається їх первістком.
Центр його культу в Ассирії був у Харані, де, через переважання культу Місяця, він розглядається як син місячного божества  Нанна.
Нуску перебуавав на боці Енкі — бога води та великого очищувача. Це той, хто покликаний очистити хворих і стражденних від захворювань, які викликані демонами. Тому він розглядався як один з видів сил, що впливають на організм.

## Особливості
Бог вогню, також розглядається як покровитель мистецтв і Бог цивілізації в цілому, в силу природного об'єднання всього людського прогресу з відкриттям і використанням вогню. Як і серед інших народів, Бог вогню у третій інстанції розглядається як покровитель родини. Він стає посередником між людиною і богами, оскільки саме через вогонь, що горить на жертовнику, люди просили собі прощення від богів.
У той час як храми і святилища Нуску не знайшли у Вавилонії і Ассирії, йому поклонялися в іншій символічній формі, ніж інші боги.
З тієї причини, що його присутність є загальною і універсальною він не був локалізований в тій же мірі, як і його товариші-боги. В той же час, серед перелічених у списку великих богів, його місце в систематизації пантеону залишаєтьмся невизначеним.
Уявлення, пов'язані з Нуску є явно народного походження. Адже  він був значимим для людей, які часто вірили в його замовляння і звертались за допомогою. Втім, у астро-теологічній системі ассирійських і вавилонських жерців Нуску, не має якогось конкретного місця на небесах.
Нуску шанується ім'ям Мутаккі-Нуску («той, кого Нуску наділяє довірою»), яке було введене у ХІІ столітті до н. е. царем Ассирії.